# Estação Iriri
Parada Iriri  é uma estação de trem localizada no Rio de Janeiro. 
A estação foi operada pela Central até 29 maio de 2011, quando foi quando o Ramal de Guapimirim foi repassado para SuperVia.
Quando a SuperVia assumiu o Ramal, a estação teve que ser temporariamente desativada para ampliação da plataforma, que só seria entregue 2 anos depois. 
A estação foi totalmente reformada em 2013  e encontra-se em funcionamento..